# IC 5343
IC 5343 — галактика типу I (нерегулярна галактика) у сузір'ї Водолій.
Цей об'єкт міститься в оригінальній редакції індексного каталогу.